# Tempesta
|  | Per a altres significats, vegeu «Tempesta (desambiguació)». |

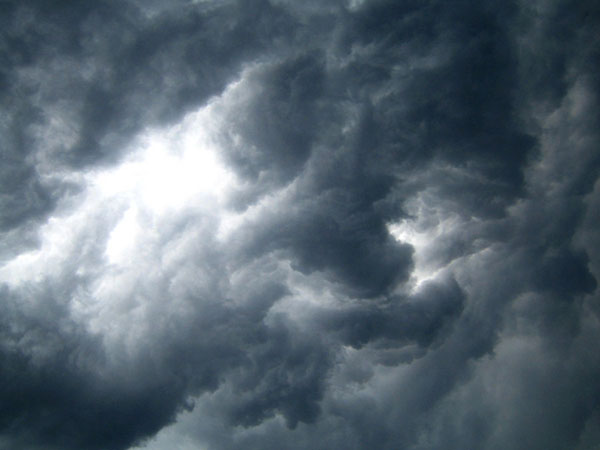
Cel de tempesta

Una tempesta, tempestat, borrasca o cicló és una forta pertorbació meteorològica de l'atmosfera acompanyada de vent, pluja, neu o pedra i especialment d'intensa activitat elèctrica.
Algunes tempestes tenen un nom particular com en el cas dels ciclons tropicals, les tempestes tropicals, la pluja engelant o de neu. També hi ha tempestes que es caracteritzen per transportar substàncies a través de l'atmosfera, com el cas de les tempestes de pols, les tempestes de neu o els blizzards. Una tempesta pot malmetre greument un país o una zona concreta.
En sentit meteorològic estricte, una tempesta es defineix per vents d'una força 10 o més a l'escala de Beaufort. Això implica vents de, com a mínim, 90 km/h. Tanmateix, la utilització popular del mot no és tan restrictiva.

## Formació

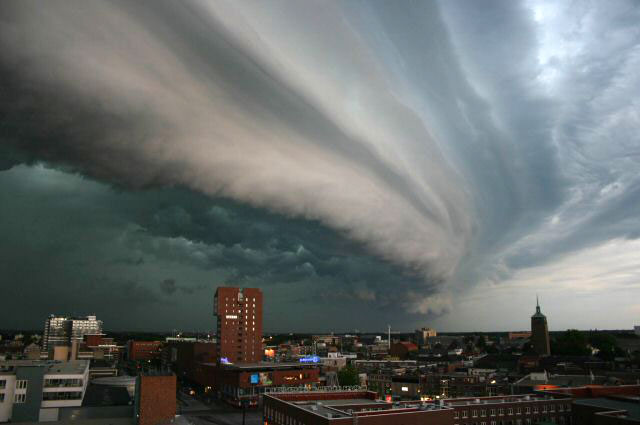
Núvols en arc associats amb una tempesta severa a Enschede, Països Baixos

Les causes fonamentals de l'existència de les tempestes són el fort moviment vertical de l'aire per convecció i l'acceleració de tots els processos de canvi d'estat de l'aigua atmosfèrica. Les tempestes són fenòmens atmosfèrics molt vinculats a regions d'intens escalfament superficial de l'aire que fa que aquest s'elevi a gran velocitat. També requereixen molta alimentació d'aigua evaporada, que serà transportada per l'aire. La velocitat ascendent de l'aire a l'interior dels cumulonimbes pot superar els 25 o 30 m/s. Amb aquesta velocitat es poden elevar gotes d'aigua de 5 mm de diàmetre o superiors, fins als 7 mm. L'existència de muntanyes pot afavorir la convecció i, per tant, la generació de tempestes.

## Característiques

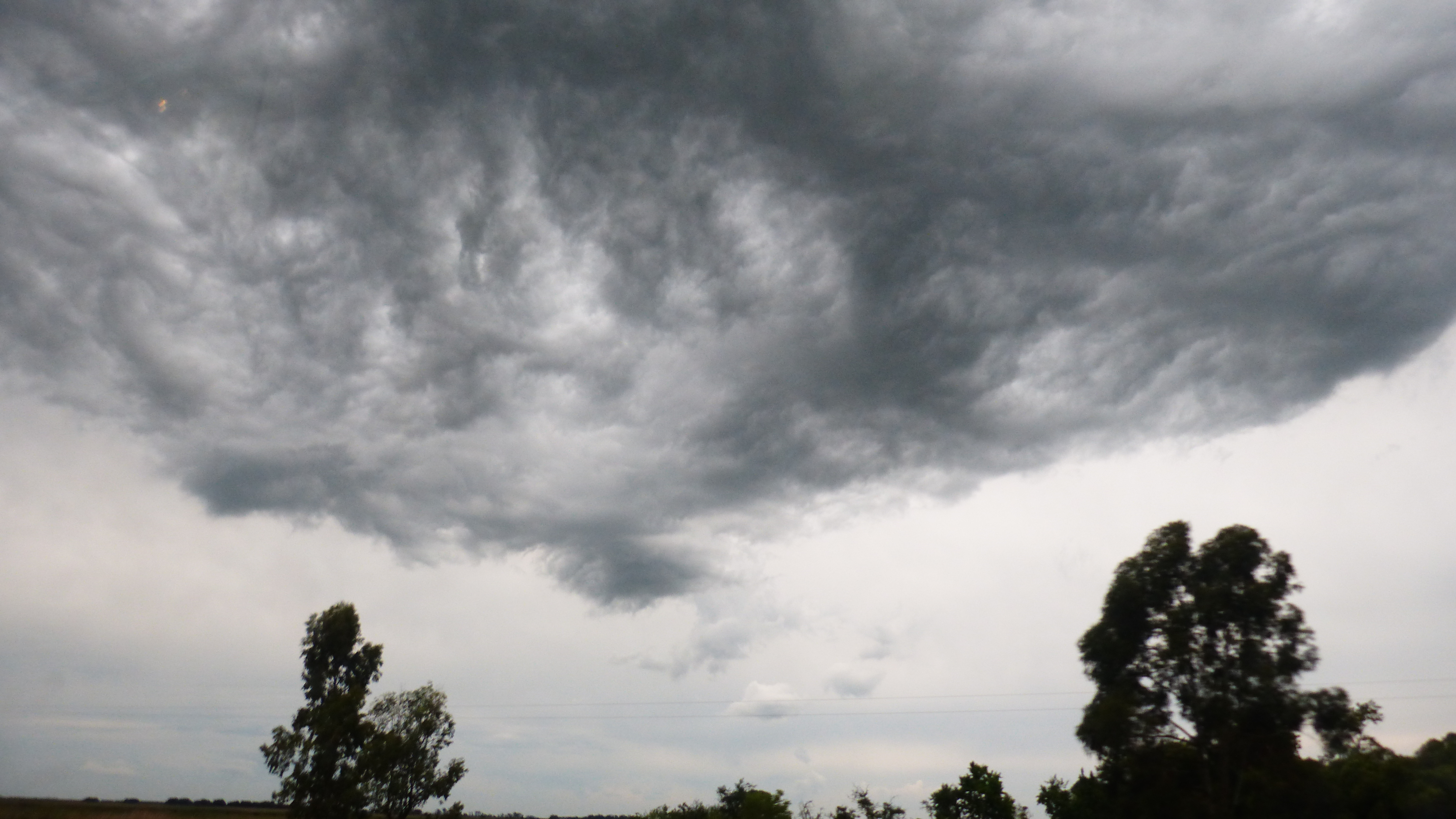
Tempesta formant-se a l'Argentina.

Mentre que als Estats Units el terme Storm es refereix estrictament i en l'àmbit meteorològic únicament a tempestes intenses amb vents en superfície d'almenys 80 km/h, el terme tempesta en general és molt menys restrictiu. Les tempestes produeixen núvols de desenvolupament vertical -cumulonimbus-cúmulus- que poden arribar fins a la tropopausa al voltant de 10 km d'alçada. El cicle d'activitat d'una tempesta típica presenta una fase inicial de formació, intermèdia de maduresa i final de decaïment que dura al voltant duna o dues hores.
Per regla general, una cèl·lula convectiva de tempesta té una extensió horitzontal d'uns deu quilòmetres quadrats. No obstant això, sovint es produeixen simultàniament o gairebé simultàniament diverses cèl·lules convectives que desencadenen fortes precipitacions durant un període més llarg. De vegades, quan les condicions del vent són adequades, una tempesta pot evolucionar fins a l'estat de supercèl·lula originant sèries de corrents ascendents i descendents i abundant precipitació durant diverses hores.
Les tempestes poden contenir vòrtex d'aire, és a dir, vent girant al voltant d'un centre (com els huracans). Les tempestes que contenen aquests vòrtexs ([supercèl·lules) són molt intenses i com a característica és probable que puguin produir trombes marines i tornados, solen originar-se en zones molt tancades, on el vent no té prou fuga.
Una tempesta tropical fa referència a una tempesta de majors dimensions en latituds subtropicals alternant regions ascendents i descendents i capaç d'evolucionar potencialment fins a l'estat d'huracà.

## Tipus

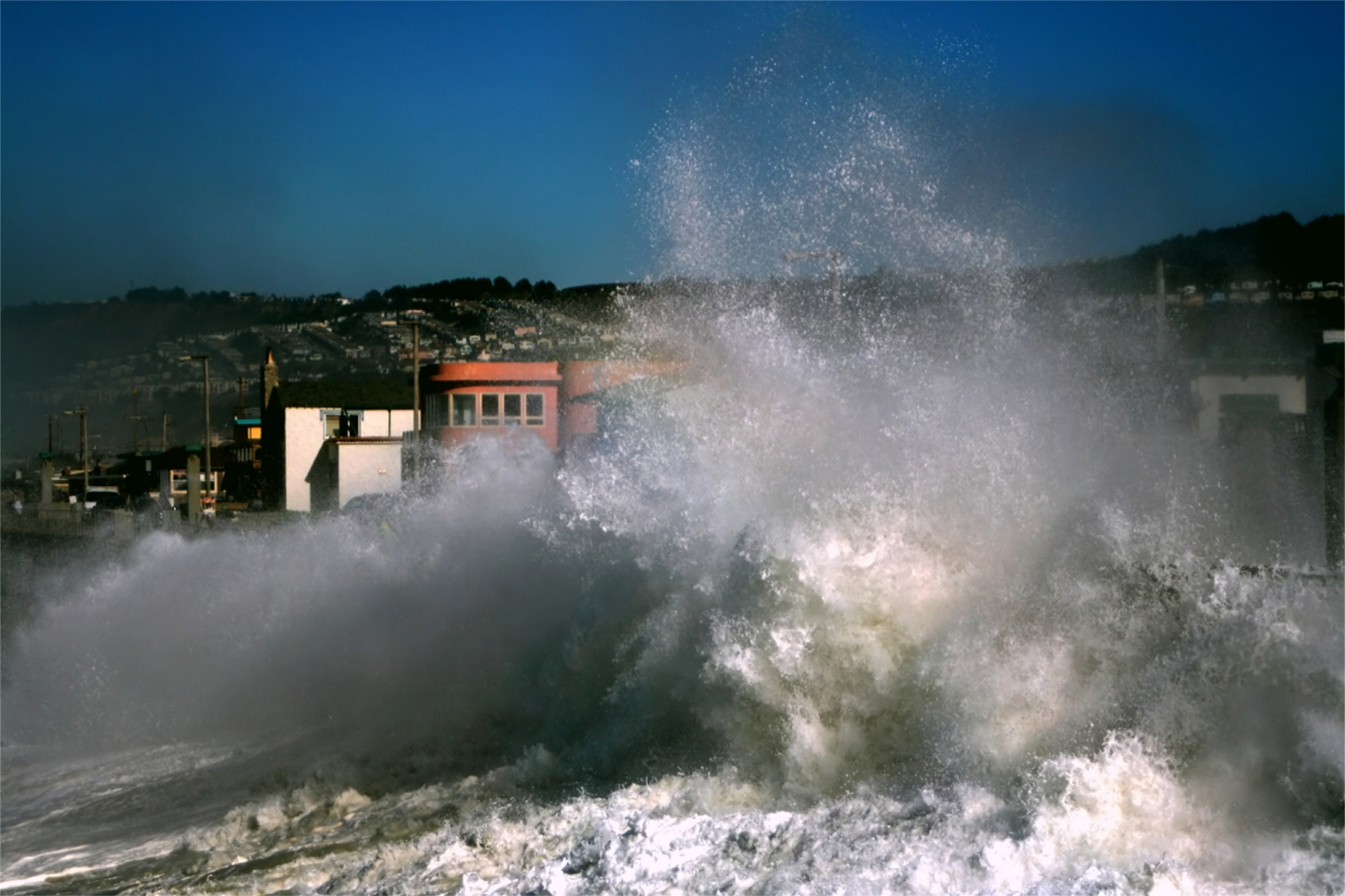
Tempesta marina a Pacifica, Califòrnia

- Tamborinada es tracta d'una Tempesta amb trons però amb precipitació escassa o nul·la.[2]
- Tempesta perfecta És la unió de dues borrasques la que es troba en superfície amb energia potent d'aire càlid i humit amb una altra, que s'anomena tàlveg, de nivells alts. En unir-se formen una borrasca molt explosiva però de cicle de vida ràpid. La pressió que du en el seu centre és molt baixa i per això és tan potent.[3]
- Pluja engelant – És una forma especialment perillosa de tempesta d'hivern. Ocorre amb temperatures sota zero en superfície però amb una capa d'aire superior per sobre de zero i aleshores la pluja es glaça en arribar a terra amb greus problemes de trànsit o de trencament de branques i d'estructures humanes.[4]
- Blizzard (torb, barrufa, rufaca) - N'hi ha diverses definicions, en general estan acompanyats de molta neu, vents forts i temperatures molt baixes.(en general inferiors als -10 °C. Són relativament habituals a gran part dels Estats Units.[5]
- Borrufada - Gran nevada amb una taxa més gran de 5 cm de neu per hora. Aquest tipus de tempesta pot trencar branques dels arbres, provocar talls d'energia elèctrica i paralitzar el trànsit d'una zona. Tempesta marina a Portugal

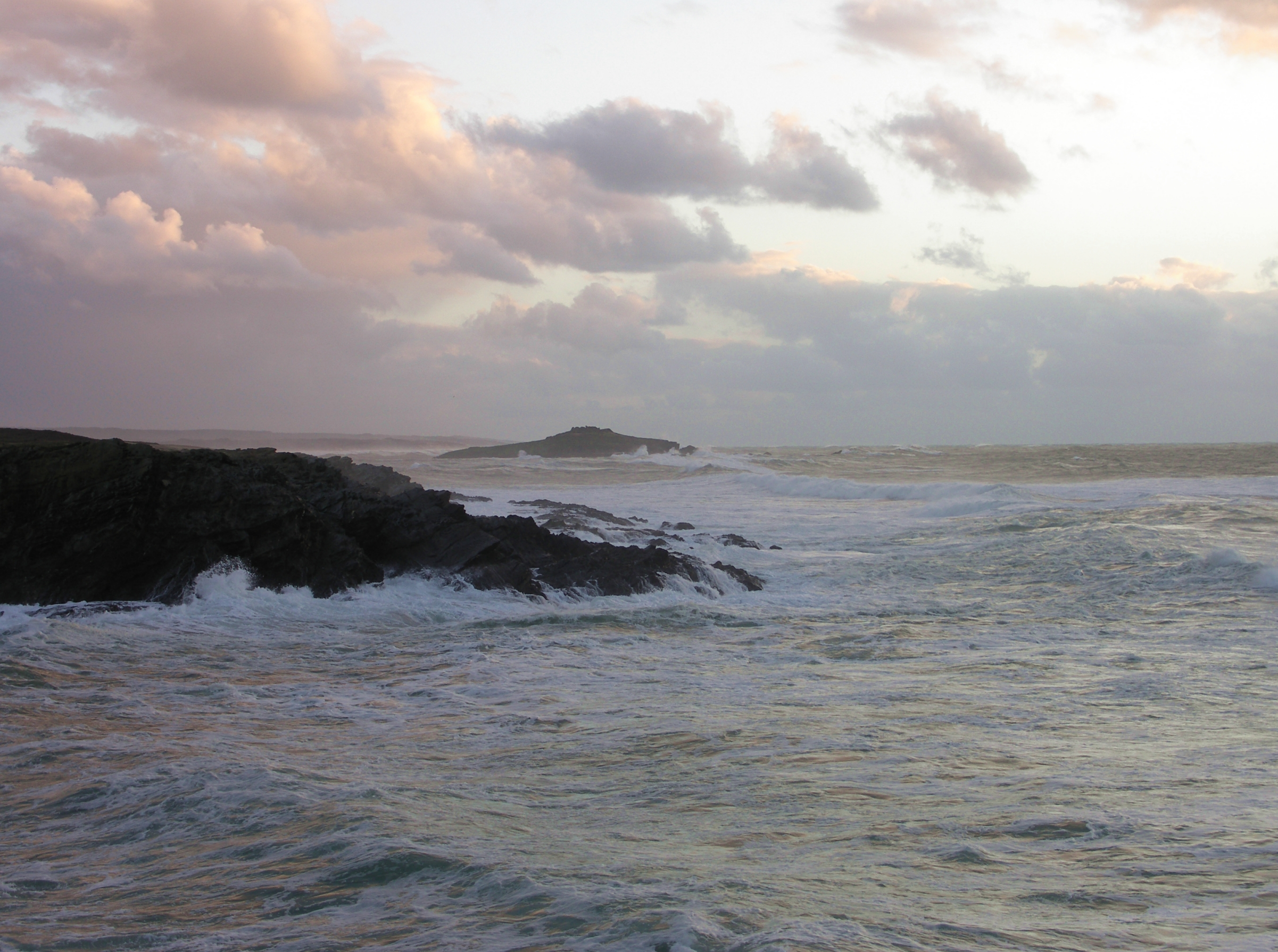
Tempesta marina a Portugal

- Tempesta marina – A la costa es donen vents sostinguts de 5 km/h o més.[6]
- Tempesta de foc – És una conflagració, la primera referència va ser amb el bombardeig d'Hamburg i Dresden durant la Segona Guerra Mundial, el produeixen també l'explossió de bombes atòmiques. També s'observa en grans incendis forestals. Crea els seus propis vents.
- Remolí de vent – és una ascensió d'aire petita i localitzada.
- Tempestes de vent amb grans vents i amb poca o sense precipitació no són de tipus convectiu.
- Torbonada – tempesta sobtada molt violenta amb vents sostinguts de més de 30 km/h durant més d'un minut.
- Temporal de vent extratropical amb vents sostinguts d'entre 63 a 90 km/h).[6]
- Tempesta de sorra: Vent fort que aixeca i transporta per l'aire grans quantitats de partícules de pols o sorra, d'entre 0,08 i 1 mm de diàmetre, a una altura superior als 2 m i inferior als 11.[2]
- Tempesta elèctrica, tempesta de trons o tronada – genera llamps i, per tant, trons i acostuma a anar acompanyada de precipitacions, ocorren a tot el món amb la freqüència més alta als tròpics i la mínima als Pols. L'energia de la calor crea poderoses corrents d'aire ascendent que van cap a la tropopausa. Els descensos dels corrents d'aire fred fan forts corrents d'aire sota els núvols. Quan la tempesta ha deixat anar la seva energia els corrents d'aire s'acaben. Una tempesta individual pot arribar a fer de 2 a 10 km de llarg.
- Cicló tropical – és aquell en què el vent màxim sostingut a la superfície és de 63 a 117 km/h. És un sistema de tempestes que només es troba als tròpics i es diferencien de les tempestes d'altres latituds pel mecanisme de la calor que les alimenta. Se’ls anomena també tempesta tropical, huracà, tifó, etc.[7]

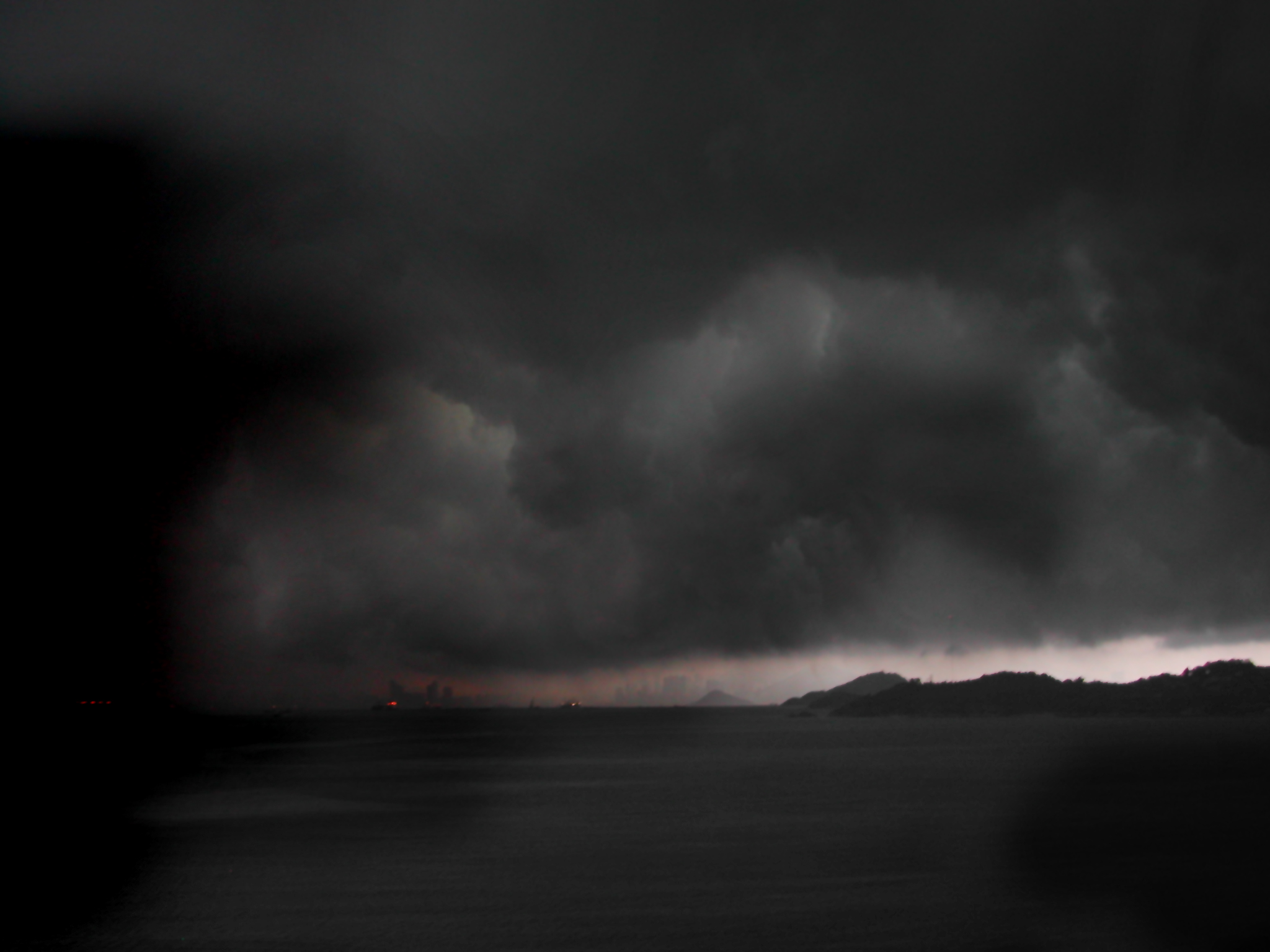
Tifó del 2005 a Hong Kong.

- Pedregada – Precipitació de boles de gel, els danys de les quals depenen de la mida i si la pedregada és seca (pitjor) o amb pluja.
- Tornado – És una tempesta de vent molt destructiva que té lloc a terra l'interior dels Estats Units (especialment el corredor dels tornados) és el lloc més propici per a formar-se però n'hi ha a tot el món.
- Tempesta de vent – Amb poca o sense precipitació.

## Tempestes extraterrestres

La gran taca roja de Júpiter

No només hi ha tempestes a la Terra; altres planetes amb una atmosfera suficient també en tenen. La gran taca vermella de Júpiter és però tècnicament un anticicló. Encara que tècnicament és un anticicló, amb velocitats de vent superiors a les d'un huracà, és més gran que la Terra i ha persistit durant almenys 340 anys, havent estat observada per primera vegada per l'astrònom Galileo Galilei. Neptú també va tenir la seva pròpia i menys coneguda Gran Taca Fosca.
El setembre de 1994 el telescopi Hubble va prendre imatges de les tempestes de Saturn, generades per aire calent com les de la Terra. Una d'aquestes tempestes era tan gran com el diàmetre de la Terra. La tempesta es va observar abans, al setembre de 1990, i va adquirir el nom de Tempesta Drac.
A Mart hi ha tempestes de pols de mida variable però que de vegades cobreixen tot el planeta i tendeixen a passar quan Mart està més a prop del Sol.
Una tempesta marciana especialment gran va ser estudiada exhaustivament de prop degut a la coincidència de dates. Quan la primera nau espacial que va orbitar amb èxit un altre planeta, la Mariner 9, va arribar i va orbitar amb èxit Mart el 14 de novembre de 1971, els científics planetaris es van sorprendre en comprovar que l'atmosfera estava coberta per un mantell de pols que abastava tot el planeta, la tempesta més gran mai observada a Mart. La superfície del planeta estava totalment enfosquida. L'ordinador de la Mariner 9 va ser reprogramat des de la Terra per endarrerir l'obtenció d'imatges de la superfície durant un parell de mesos fins que la pols s'assentés, però, les imatges enfosquides de la superfície van contribuir en gran manera a la recopilació de la ciència atmosfèrica i de la superfície planetària de Mart.
Se sap que dos planetes extrasolars tenen tempestes: HD 209458 b i HD 80606 b. La tempesta del primer es va descobrir el 23 de juny de 2010 i es va mesurar a 6,2 km/h, mentre que la del segon produeix vents de 17,7 km/h a la superfície. El gir del planeta crea llavors tempestes gegantines d'ones de xoc que porten la calor a dalt.

## Efectes a la societat humana

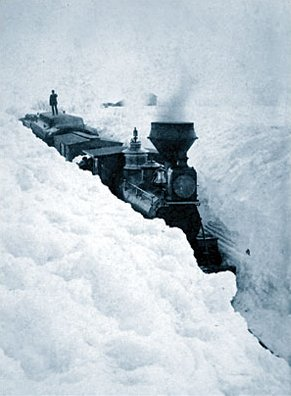
Un bloqueig per neu al sud de Minnesota el 1881.

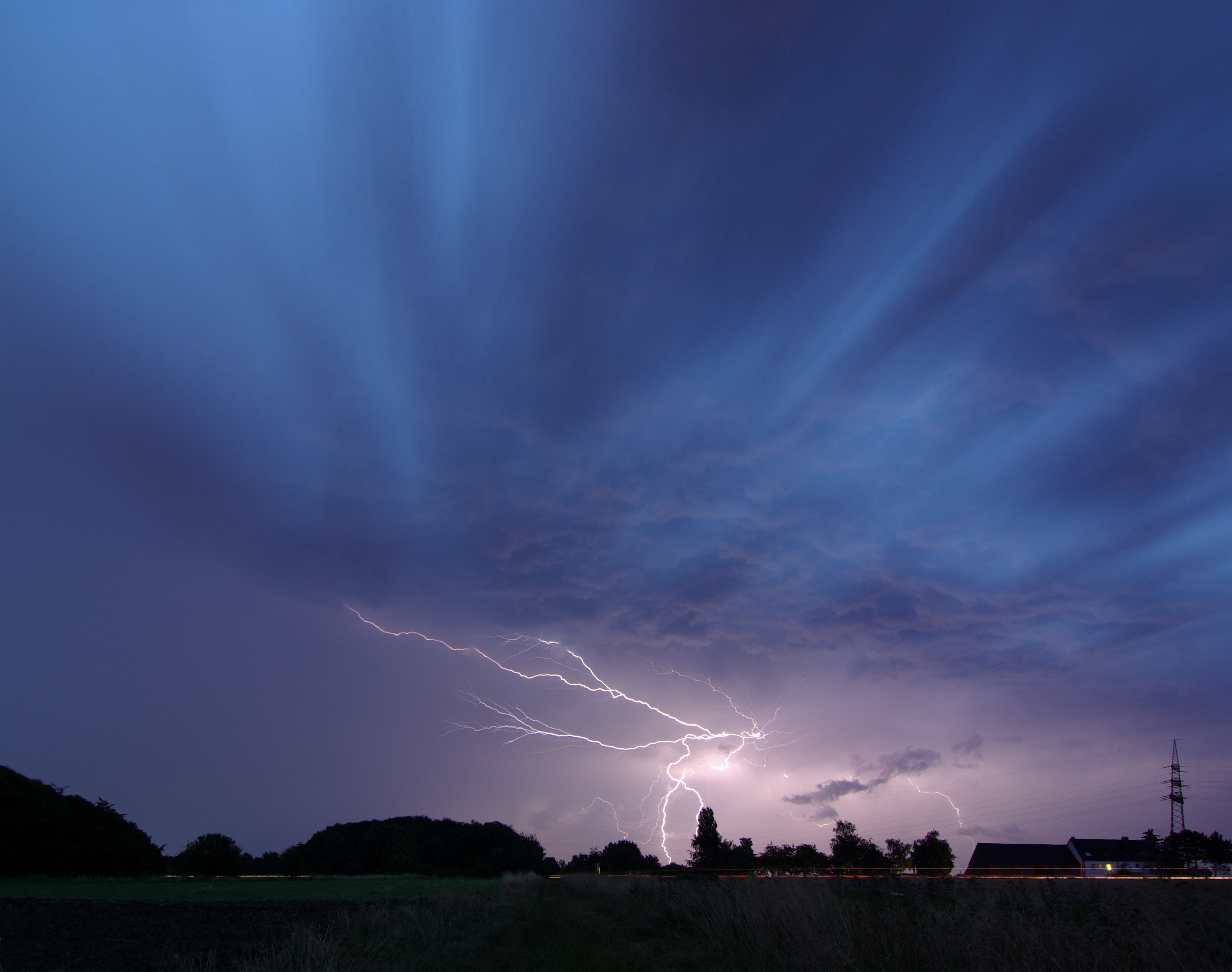
Un cop de tornada, un raig de núvol a terra durant una tempesta elèctrica.

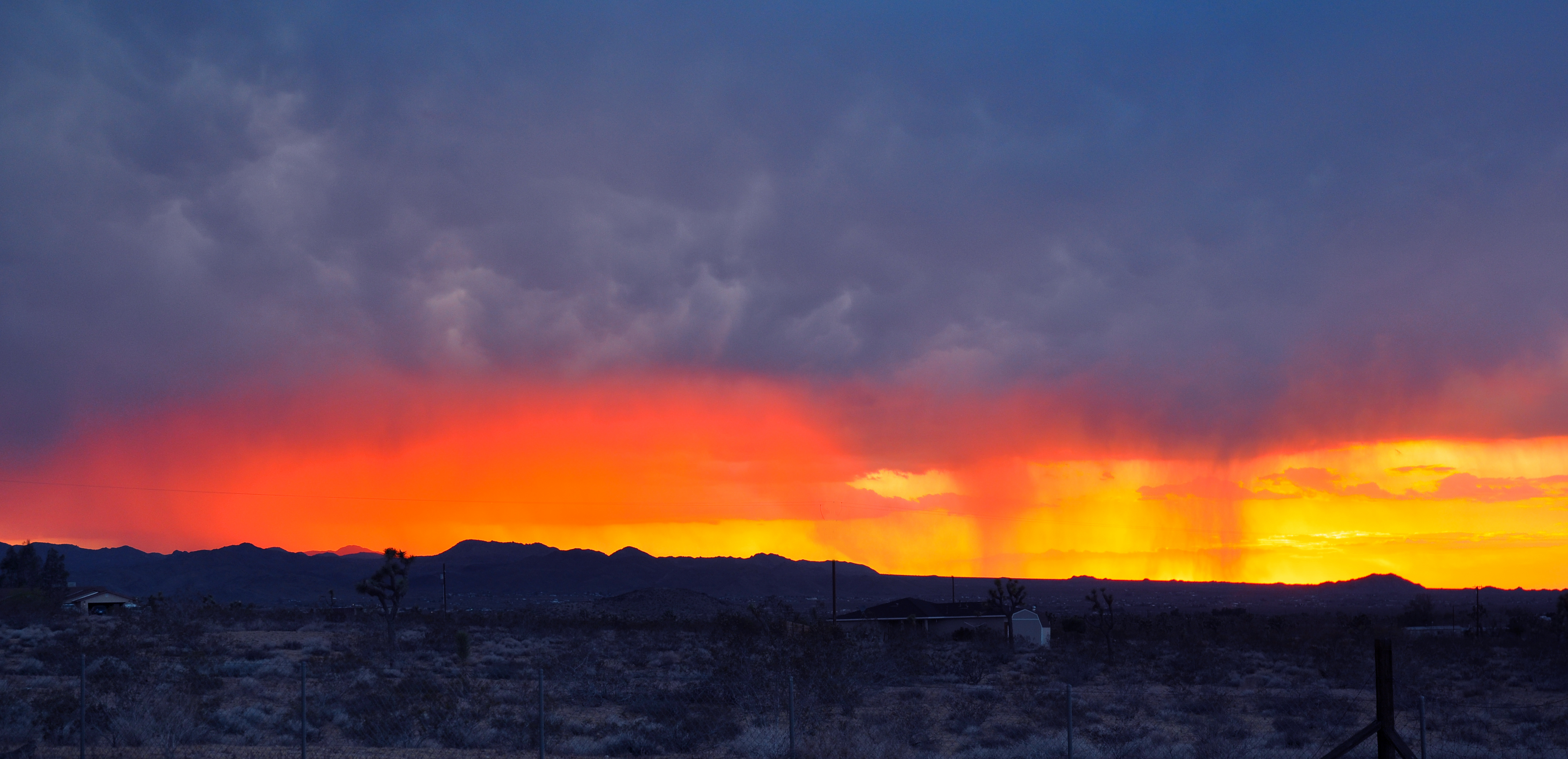
Una tempesta amb sol al desert de Mojave al capvespre.

Els naufragis són comuns amb el pas de forts ciclons tropicals. Aquests naufragis poden canviar el curs de la història, així com influir en l'art i la literatura. Un huracà va conduir a una victòria dels espanyols sobre els francesos pel control de Fort Caroline, i en última instància, de la costa atlàntica d'Amèrica del Nord, el 1565.
Els forts vents de qualsevol tipus de tempesta poden danyar o destruir vehicles, edificis, ponts i altres objectes exteriors, convertint els enderrocs solts en mortals projectils voladors. Als Estats Units, els grans huracans comprenen només el 21% de tots els ciclons tropicals que toquen terra, però són responsables del 83% de tots els danys. Els ciclons tropicals solen deixar sense electricitat desenes o centenars de milers de persones, impedint les comunicacions vitals i dificultant les tasques de rescat. Els ciclons tropicals solen destruir ponts, passos elevats i carreteres clau, cosa que complica els esforços per transportar aliments, aigua potable i medicines a les zones que els necessiten. A més, els danys causats pels ciclons tropicals en edificis i habitatges poden suposar un perjudici econòmic per a una regió, i una diàspora de la població de la mateixa.
La marea de tempestat, o l'augment del nivell del mar a causa del cicló, sol ser el pitjor efecte dels ciclons tropicals que toquen terra, i ha provocat històricament el 90 % de les morts per ciclons tropicals. L'augment relativament ràpid del nivell del mar es pot desplaçar quilòmetres/quilòmetres terra endins, inundant cases i tallant rutes d'escapament. Les marees de tempesta i els vents dels huracans poden ser destructius per a les estructures construïdes per l'home, però també agiten les aigües dels estuaris costaners, que solen ser importants llocs de cria de peixos.
Els raigs núvol-terra es produeixen sovint dins dels fenòmens de les tempestes elèctriques i tenen nombrosos perills per als paisatges i les poblacions. Un dels perills més importants que poden suposar els raigs són els incendis forestals que són capaços de provocar. En un règim de tempestes de baixa precipitació (LP), en què hi ha poques precipitacions, les pluges no poden evitar que s'iniciïn els incendis quan la vegetació està seca, ja que els raigs produeixen una quantitat concentrada de calor extrema.Els incendis forestals poden devastar la vegetació i biodiversitat d'un ecosistema. Els incendis forestals que es produeixen a prop d'entorns urbans poden causar danys a les infraestructures, els edificis i els cultius, i suposen un risc d'explosió si les flames s'acosten a les canonades de gas. De vegades es produeixen danys directes per la caiguda de raigs. En zones amb una alta freqüència de raigs entre núvols i terra, com Florida, els raigs causen diverses víctimes mortals a l'any, sobretot a persones que treballen a l'aire lliure.

## Tempestes notables en l'art i la cultura

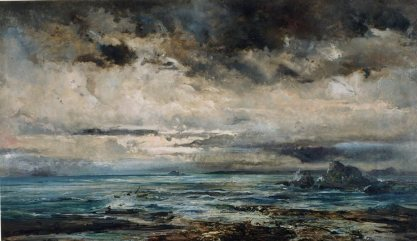
Marina en la qual un mar tempestuós ocupa el terç inferior de la composició, mentre que el cel ple de núvols de tempesta és en els dos terços superiors d'aquesta. Les ones i el cel són tractats amb un notable sentit èpic. Obra de Ramon Martí Alsina, conservada a la Biblioteca Museu Víctor Balaguer de Vilanova i la Geltrú.

Les tempestes al mar han estat un tema tractat en la història de l'art, sobretot pel Realisme i el Romanticisme, recreant-se en la bellesa d'aquests paisatges.

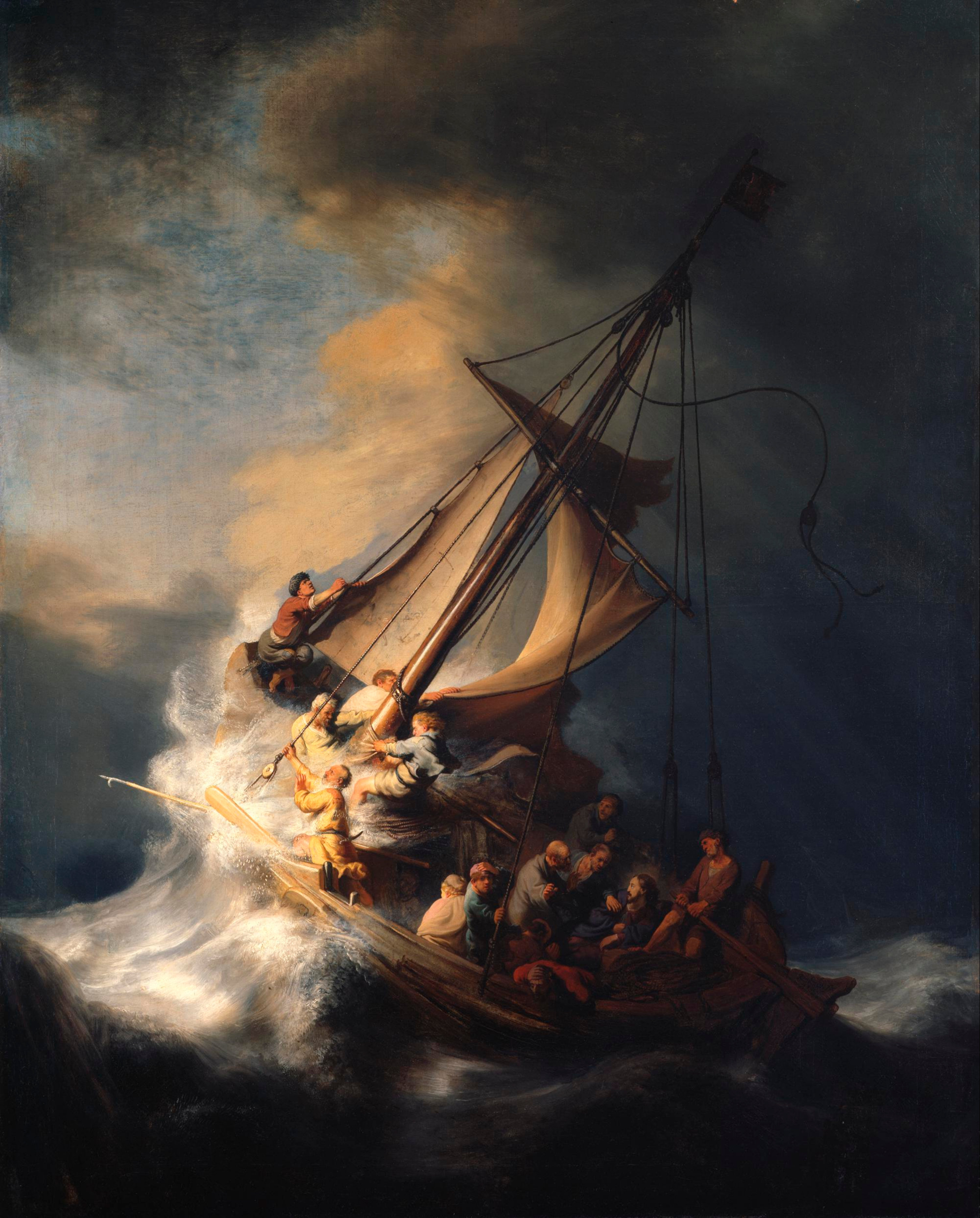
Un quadre de Rembrandt sobre la tempesta bíblica en el Mar de Galilea.

També ha sigut un tema recurrent, ja que segons la Bíblia (Antic Testament) i tradicions anteriors, hi va haver una gran tempesta que va inundar la Terra. Segons el Nou Testament Jesús va aturar una tempesta al Mar de Galilea.
D'acord amb la mitologia grega hi havia diversos déus de les tempestes: Briareos, en tempestes marítimes; Aigaios, un déu de les tempestes marítimes violentes; i Aiolos, mantenidor de vents de tempestes, torbonades i tempestes.
William Shakespeare en la seva obra La tempesta  (1611) es va basar en un incident ocorregut al futur governador de Virgínia (a Amèrica del Nord) Sir Thomas Gates que es va trobar amb una tempesta tropical entre Cuba i les Bahames quedant encallat el seu vaixell a les Bahames les quals van ser ràpidament reclamades pels britànics.
En la música és molt conegut que el quart moviment de la Simfonia núm. 6 (Pastoral) de Beethoven s'inspira en una tempesta. El mateix es pot dir de l'Estiu de Les quatre estacions de Vivaldi, i d'una escena del Barber de Sevilla de l'òpera de Rossini.